# セシリア・カレッジ
セシリア・カレッジ（Cecilia Colledge、1920年11月28日 - 2008年4月12日）は、イギリス・ロンドン出身の女性フィギュアスケート選手。1936年ガルミッシュパルテンキルヘンオリンピック女子シングル銀メダリスト。1937年世界フィギュアスケート選手権女子シングルチャンピオン。

## 経歴
1932年、レークプラシッドオリンピックに冬季オリンピック最年少の11歳で出場し8位。
1936年、ベルリンで行われたヨーロッパフィギュアスケート選手権で女子選手として世界で初めてダブルジャンプ（ダブルサルコウ）を成功させた。また、キャメルスピン及びレイバックスピンを始めた選手としても知られている。同年のガルミッシュパルテンキルヘンオリンピックで銀メダルを獲得。
1937年、世界フィギュアスケート選手権 優勝。1937年から3年連続でヨーロッパフィギュアスケート選手権 優勝。
2008年4月12日、病気のため、アメリカ合衆国マサチューセッツ州ケンブリッジにて死去。87歳没

## 主な戦績
| 大会/年        | 1931-32 | 1932-33 | 1933-34 | 1934-35 | 1935-36 | 1936-37 | 1937-38 | 1938-39 | 1945-46 |
| -------------- | ------- | ------- | ------- | ------- | ------- | ------- | ------- | ------- | ------- |
| オリンピック   | 8       |         |         |         | 2       |         |         |         |         |
| 世界選手権     |         |         |         | 2       |         | 1       | 2       |         |         |
| 欧州選手権     |         | 2       |         | 3       | 2       | 1       | 1       | 1       |         |
| イギリス選手権 | 2       | 2       | 2       | 1       | 1       | 1       | 1       |         | 1       |